# Tommy Dewey

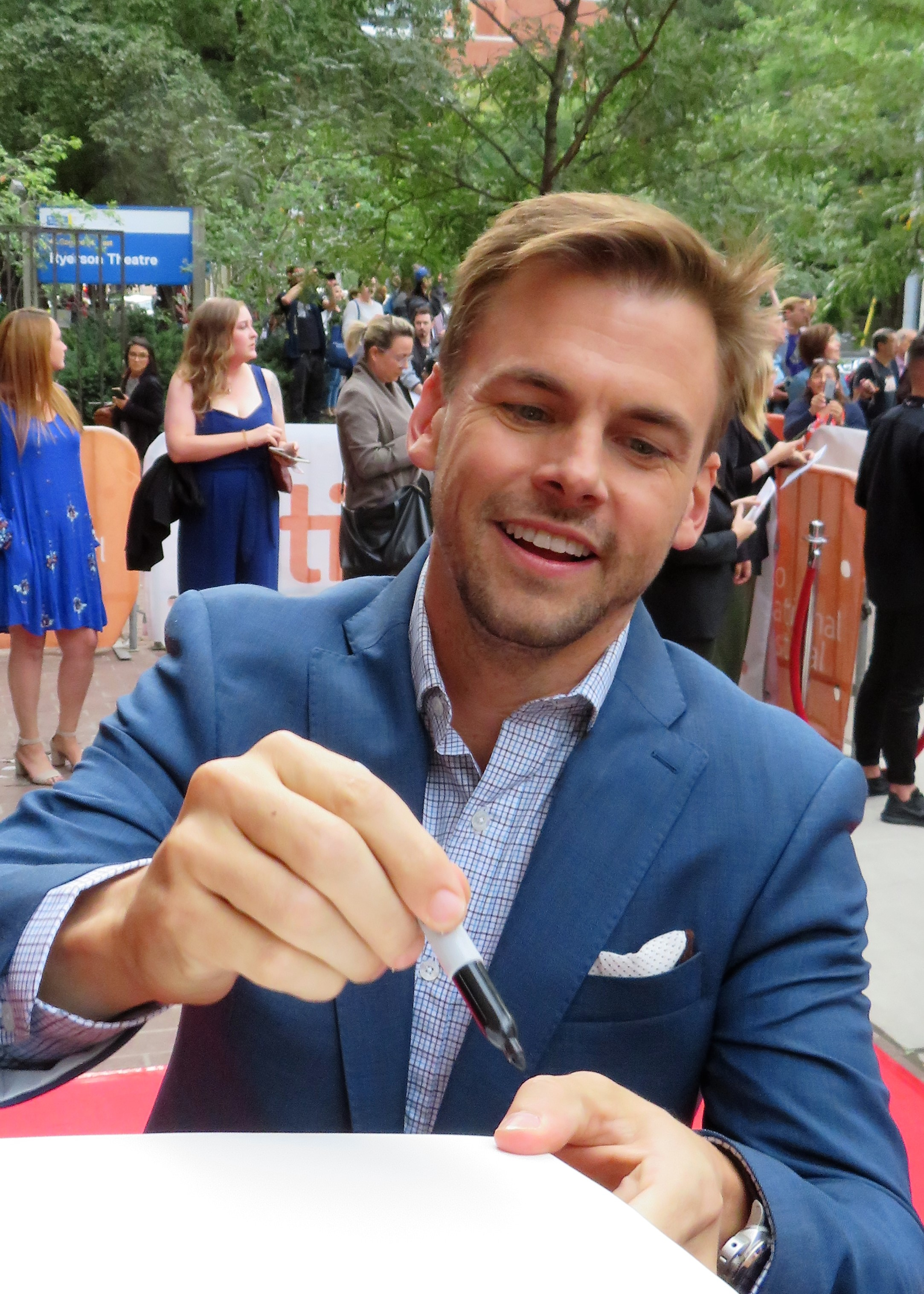
Tommy Dewey (2018)

Thomas R. „Tommy“ Dewey (* 3. August 1978 in Birmingham, Alabama) ist ein US-amerikanischer Schauspieler, Produzent und Drehbuchautor.

## Leben und Karriere
Tommy Dewey wurde in Birmingham, im US-Bundesstaat Alabama geboren. Er besuchte die Mountain Brook Highschool. Nach seiner Schulzeit studierte er an der Woodrow Wilson School of Public and International Affairs der Princeton University und zog nach dem Abschluss zunächst nach New York. 2002 verbrachte er einen Sommer an der Royal Academy of Dramatic Art in London.
2004 absolvierte er seinen ersten Fernsehauftritt in einer Folge der Serie Hallo Holly. Darauf konnte er für das nächste Jahr die wiederkehrende Rolle des Michael Dowling in der Serie The Mountain verbuchen. Seitdem tritt er regelmäßig als Gastdarsteller in Serien auf, darunter Grey’s Anatomy, Criminal Minds, Mad Men, CSI: Miami, Melissa & Joey, Major Crimes, It’s Always Sunny in Philadelphia, Intelligence, Hot in Cleveland, Royal Pains und Lass es, Larry!. Zu seinen Auftritten in Filmen gehören On the Doll oder 17 Again – Back to High School.
2010 produzierte er seine erste eigene Fernsehserie mit dem Titel Sons of Tucson, für die er auch als Drehbuchautor in Erscheinung trat. Die Serie wurde allerdings nach nur 13 Episoden wieder eingestellt. Von 2012 bis 2016 war er wiederkehrend als Josh Daniels in der Serie The Mindy Project zu sehen. 2013 sollte er für die Sitcom Dads in der Hauptrolle des Warner Whittemore besetzt werden. Die Rolle ging schlussendlich allerdings an Giovanni Ribisi. Von 2015 bis 2018 spielte er als Alex Cole eine Hauptrolle in der Serie Casual. 2016 war er in den ersten beiden Staffel von Code Black als Dr. Mike Leighton in einer Nebenrolle zu sehen.

## Filmografie (Auswahl)
- 2004: Hallo Holly (What I like About You, Fernsehserie, Episode 2x16)
- 2004–2005: The Mountain (Fernsehserie, 12 Episoden)
- 2006: Cold Case – Kein Opfer ist je vergessen (Cold Case, Fernsehserie, Episode 3x19)
- 2006: Fist in the Eye
- 2007: Family of the Year (Fernsehserie, Episode 1x01)
- 2007: Unearthed
- 2007: On the Doll
- 2007: Grey’s Anatomy (Fernsehserie, Episode 4x06)
- 2009: 17 Again – Back to High School (17 Again)
- 2009: Criminal Minds (Fernsehserie, Episode 4x19)
- 2009: Roommates (Fernsehserie, 7 Episoden)
- 2010: Mad Men (Fernsehserie, Episode 4x11)
- 2011: Better with You (Fernsehserie, Episode 1x12)
- 2011: CSI: Miami (Fernsehserie, Episode 9x13)
- 2012: The Babymakers
- 2012: Melissa & Joey (Fernsehserie, Episode 2x06)
- 2012: Step Up: Miami Heat
- 2012–2015: The Mindy Project (Fernsehserie, 10 Episoden)
- 2013: Major Crimes (Fernsehserie, Episode 2x04)
- 2013: It’s Always Sunny in Philadelphia (Fernsehserie, Episode 9x04)
- 2014: Intelligence (Fernsehserie, Episode 1x07)
- 2014: Hot in Cleveland (Fernsehserie, Episode 5x08)
- 2015–2018: Casual (Fernsehserie, 44 Episoden)
- 2016: The Escort – Sex Sells (The Escort)
- 2016: Royal Pains (Fernsehserie, Episode 8x03)
- 2016: Code Black (Fernsehserie, 9 Episoden)
- 2016–2018: Now We’re Talking (Fernsehserie, 15 Episoden)
- 2017: Great News (Fernsehserie, Episode 1x04)
- 2017: The Guest Book (Fernsehserie, Episode 1x05)
- 2018: Book Club – Das Beste kommt noch (Book Club)
- 2018: Der Spitzenkandidat (The Front Runner)
- 2019: Wyrm
- 2019: Four Weddings and a Funeral (Fernsehserie, Episode 1x01)
- 2020: She’s in Portland
- 2020: Lass es, Larry! (Curb Your Enthusiasm, Fernsehserie, Episode 10x10)
- 2021: FBI (Fernsehserie, Episode 3x13)
- seit 2021: Rugrats (Fernsehserie, Stimme)
- 2022: Pivoting (Fernsehserie, 10 Episoden)
- 2024: Your Monster
- 2024: Saturday Night